# Nemanja Rnić
Nemanja Rnić (Servisch: Немања Рнић) (Belgrado, 30 september 1984) is een Servisch voormalig voetballer.
Voordien speelde de verdediger in de Servische competitie, bij Partizan Belgrado en hij maakte zijn debuut als Servisch international in juni 2005 tijdens een interland tegen Italië.

## Spelerstatistieken
| Periode | Club                 | Land   | Competitie                 | Matchen | Goals |
| ------- | -------------------- | ------ | -------------------------- | ------- | ----- |
| 2002/08 | Partizan Belgrado    | SRB    | Meridian Superliga         | 152     | 2     |
| 2008/09 | RSC Anderlecht       | België | Jupiler League             | 7       | 0     |
| 2008/09 | RSC Anderlecht       | België | Beker van België           | 1       | 1     |
| 2008/09 | RSC Anderlecht       | België | Champions League (kwalif.) | 1       | 0     |
| 2009/10 | RSC Anderlecht       | België | Jupiler League             | 2       | 0     |
| 2009/10 | RSC Anderlecht       | België | Beker van België           | 2       | 0     |
| 2009/10 | RSC Anderlecht       | België | Play-Off I                 | 4       | 0     |
| 2009/10 | RSC Anderlecht       | België | Europa League              | 1       | 0     |
| 2010/11 | RSC Anderlecht       | België | Jupiler League             | 3       | 0     |
| 2010/11 | RSC Anderlecht       | België | Beker van België           | 1       | 0     |
| 2010/11 | RSC Anderlecht       | België | Champions League (kwalif.) | 1       | 0     |
| 2010/11 | RSC Anderlecht       | België | Europa League              | 1       | 0     |
| 2010/11 | → Germinal Beerschot | België | Jupiler Pro League         | 10      | 0     |
| 2011/12 | Partizan Belgrado    | Servië | Meridian Superliga         | 25      | 0     |
|         |                      |        | Totaal                     | 211     | 3     |

Laatst bijgewerkt: 04-12-2011